# I Will Be Here
«I Will Be Here» (с англ. — «Я буду здесь») — песня Tiësto при участии Конни Митчелл из Sneaky Sound System. Выпущенная 28 июля 2009 года, песня является первым синглом с альбома Kaleidoscope.

## Клип
Премьера клипа на песню состоялась на Myspace 7 августа 2009 года. Tiësto объединился с известным японским режиссёром Масаси Муто и танцором Мори Коитиро для создания музыкального клипа в сотрудничестве с Sneaky Sound System.

## Чарты
В чарте Billboard Dance/Mix Show Airplay сингл достиг первой строчки 21 ноября 2009 года. Песня также достигла 44-го места в Великобритании и 33-го места в Нидерландах.

## Трек-лист
| №  | Название                                  | Длительность |
| -- | ----------------------------------------- | ------------ |
| 1. | «I Will Be Here» (Album Version)          | 3:25         |
| 2. | «I Will Be Here» (Radio Edit)             | 3:50         |
| 3. | «I Will Be Here» (Wolfgang Gartner Remix) | 8:13         |

## Чарты
| Чарт(2009-10)                          | Высшая позиция |
| -------------------------------------- | -------------- |
| СНГ (TopHit)                           | 220            |
| СНГ (TopHit) · Wolfgang Gartner Remix  | 79             |
| Нидерланды (Single Top 100)            | 33             |
| Польша (Dance Top 50)                  | 6              |
| Великобритания (OCC UK Singles)        | 44             |
| США (Billboard Dance/Mix Show Airplay) | 1              |